# Saga de Laxdœla

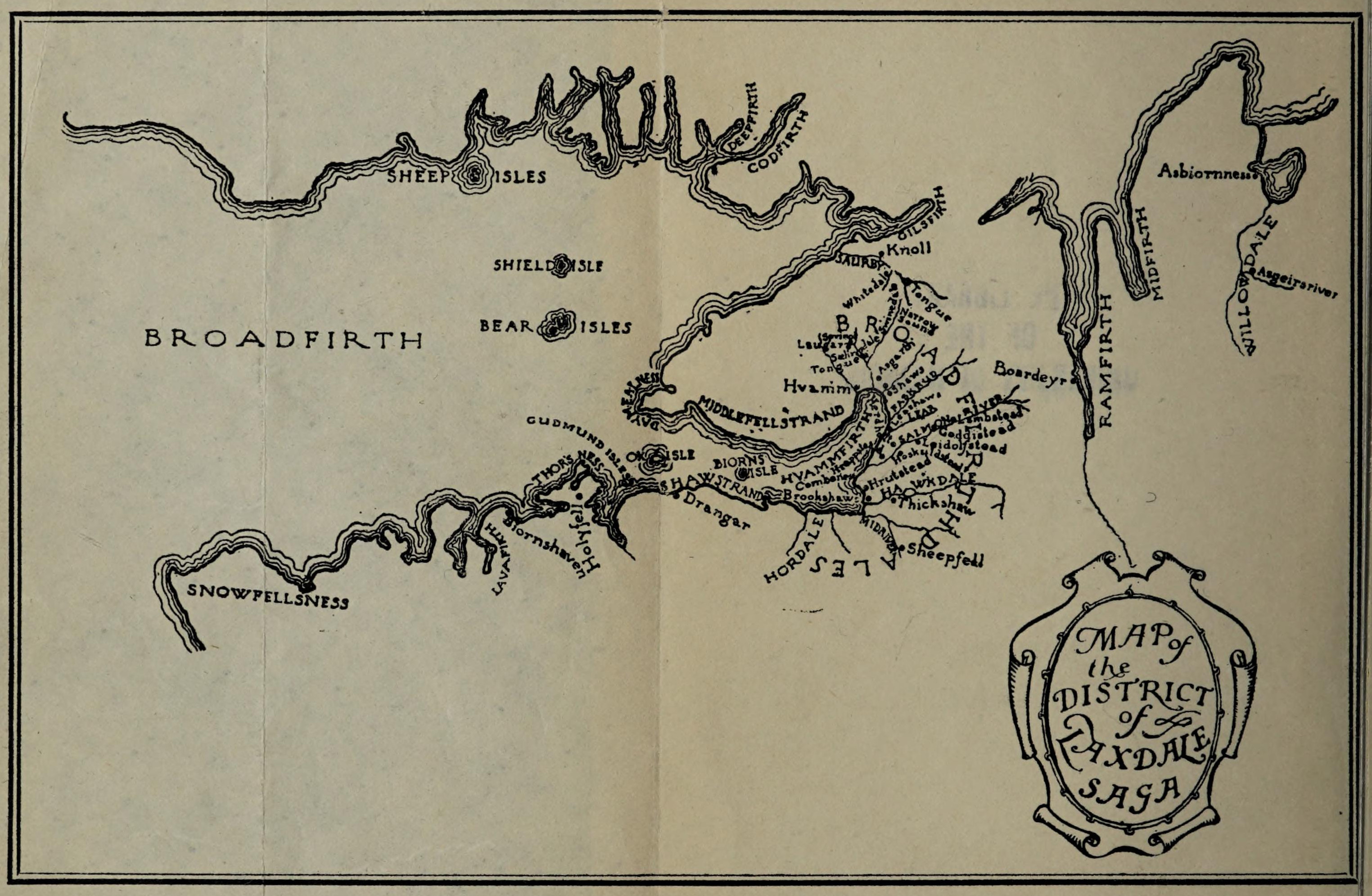
Mapa del districte de la saga de Laxdœla.

La Saga de Laxdœla literalment «Saga de la gent de la vall del Salmó»,1 és la saga dels clans de Laxardal. És una de les més importants sagues islandeses, i en paraules de l'historiador Guðbrandur Vigfússon la segona millor obra en el seu gènere després de la saga d'Njál. Originàriament escrites en islandès medieval -un dialecte del nòrdic antic-; probablement a l'oest d'Islàndia prop de l'any 1245. És notòria per la primera menció d'un nòrdic que viatja fins l'Imperi Romà d'Orient per servir a la guàrdia varega imperial. L'autor és desconegut, encara que a través de l'evidència del mateix text sembla que probablement hagi estat escrit per una dona.

## Argument
La saga s'inicia amb una introducció que detalla la colonització de Breiðafjörður per Unn la Sàvia, filla de Ketil Nas Xata, una poderosa matriarca d'un ampli clan familiar de regnes vikings de Noruega. A partir d'aquí el protagonisme se centra en el seu besnet Hoskuld Dala-Kollsson i el fill que va tenir amb la thrall Melkorka, Ólafur pái Höskuldsson.
L'argument principal se centra en un triangle amorós protagonitzat per Guðrún Ósvífursdóttir, qui és famosa per la seva bellesa, i era festejada per dos germans adoptius nomenats Kjartan Ólafsson i Bolli Þorleiksson. Guðrún preferia Kjartan, però es va lliurar a Bolli, a causa d'uns falsos rumors que Kjartan s'havia compromès amb Ingibjörg, la germana del rei Ólafur Tryggvason. Els dos germans adoptius van començar les hostilitats que van acabar amb la mort de Kjartan a les mans de Bolli. El desenllaç segueix les mateixes pautes d'altres sagues, la venjança de sang amb la mort de Bolli a les mans dels familiars de Kjartan. Se succeeixen els esdeveniments fins a la marxa de Bolli Bollason, fill de Bolli Þorleiksson a Constantinoble per servir al emperador romà d'Orient en la guàrdia varega.

## Comentaris
La saga té gran reputació per la seva qualitat literària, la seva trama consistent i la descripció dels personatges. Tanmateix, la seva exactitud històrica ha estat qüestionada. Malgrat les discrepàncies i barreja d'aportacions procedents de fonts històriques, annals, genealogies, sagues i narrativa oral, és clar de molts dels esdeveniments clau són autèntics i no inventats per l'autor, però la seva ordre va ser tornat a acomodar i existeixen anacronismes respecte a les armadures i les vestimentes.